# John Wodehouse (4e baronnet)
Pour les articles homonymes, voir John Wodehouse.
John Wodehouse, 4e baronnet (23 mars 1669 - 6 août 1754), est un député conservateur britannique.

## Biographie
Membre d'une ancienne famille du Norfolk, il succède à son grand-père, Sir Philip Wodehouse, 3e baronnet , comme baronnet le 6 mai 1681. Il est le fils de Thomas Wodehouse et Anne Airmine, fille et héritière de Sir William Armine (2e baronnet). En 1695, il est élu à la Chambre des communes pour Thetford, siège qu'il occupe jusqu'en 1698 et de nouveau de 1701 à 1702 et de 1705 à 1708. Il représente le Norfolk de 1710 à 1713. Il est l'enregistreur de Thetford. Il épouse Elizabeth Benson en 1700. Après sa mort prématurée, il épouse Mary Fermor, fille de William Fermor (1er baron Leominster). Il meurt en août 1754, à l'âge de 85 ans . Son fils, né de son second mariage, Armine Wodehouse (5e baronnet), lui succède. Son fils, William est décédé avant lui. Parmi ses descendants figurent le secrétaire aux affaires étrangères John Wodehouse (1er comte de Kimberley), et l'auteur Pelham Grenville Wodehouse.